# Amara exarata
Amara exarata är en skalbaggsart som beskrevs av Pierre François Marie Auguste Dejean. Amara exarata ingår i släktet Amara och familjen jordlöpare. Inga underarter finns listade i Catalogue of Life.